# Rakel av Mainz
Rakel av Mainz, död 1096, var en judisk martyr, skildrad i korstågskrönikan. 
Hon levde i Mainz när det första korståget ledde till pogromer på stadens judar. Hon tillhör de mest berömda judiska martyrerna. För att undvika att hennes barn skulle tillfångatas och tvångsdöpas, ska hon ha låtit sin yngste son dödas av andra, medan hon själv skar halsen av sin äldre son Aaron och sina två döttrar, innan hon mördades av mobben. 